# 소시가야오쿠라역
소시가야오쿠라역(일본어: 祖師ヶ谷大蔵駅)은 일본 도쿄도 세타가야구에 위치한 오다큐 전철 오다와라선의 역이다. 역 번호는 OH 13이다.

## 역 구조
복복선 고가화 공사 착공 전에는 상대식 승강장 2면 2선의 지상역에서 상하행선 승강장을 연결하는 과선교가 있는 승강장의 서쪽 끝(세이조가쿠엔마에역)에서 선로와 소시가야도리가 교차되어 건널목이 설치되어 있었다. 상행 방향 승강장의 서쪽 끝에 역장 사무실과 상설 개찰구가 있는 하향 방향 승강장의 서쪽 끝에는 평일 러시아워 시간에만 사용되는 임시 개찰구가 있었다. 고가화 공사로 인하여 사이에 통과선을 둔 상대식 승강장 2면 4선의 고가역으로 개축되어 승강장의 서단 개찰구와 접한 소시가야도리 건널목은 폐지되었다.
2004년 5월 22일까지 하행 급행선의 장소를 이용하여 일부의 상행 우등 열차가 각역정차를 추월했다. 배선 상의 사정으로 상행 열차는 급행선이 통과 후에도 완행선이 도착 직전에 크게 흔들렸다. 동년 5월 23일부터 세이조가쿠엔마에 ~ 교도 역간 상향 복복선화에 따라 배선이 일부 변경되었다.
2004년 9월 26일부터 교도 ~ 세이조가쿠엔마에 역간의 하행선 복복선화에 따라 하행 우등 열차도 플랫폼에 접하지 않는 선로를 이용하게 되었다.

### 타는 곳
| 번선   | 노선         | 방향 | 궤도   | 방면                                                     |
| ------ | ------------ | ---- | ------ | -------------------------------------------------------- |
| 1      | 오다와라선   | 하행 | 완행선 | 오다와라 · 하코네유모토 · 후지사와 · 가타세에노시마 방면 |
| 통과선 | □ 오다와라선 | 하행 | 급행선 | (하행 열차의 통과)                                       |
| 통과선 | □ 오다와라선 | 상행 | 급행선 | (상행 열차의 통과)                                       |
| 2      | 오다와라선   | 상행 | 완행선 | 신주쿠 · 지요다선 방면                                   |

## 역 주변
역의 북쪽 광장에는 울트라맨의 전신상이 들어서 있다.
- 세타가야구 소시가야 도시 센터
- 세타가야구립 소시가야 초등학교
- 세이조가쿠엔 초등학교
- 소시가야오쿠라역앞 우체국
- 세타가야 소시가야욘 우체국
- 공사 소시가야 주택
- 세타가야구립 기누타 도서관
- 소시가야 만남 센터
- 울트라맨 숍 SHOT M78 "카페 멜로디" 울트라맨 상품 공인점
- 세타가야구립 야마노 초등학교
- 세타가야구 기누타 도시 센터
- 니혼 대학 상학부
- 니혼 대학 대학원 상학연구과
- 메구로세이비가쿠엔 중·고등학교
- 도쿄 미디어 시티(국제방송 본사) - 버스로 갈 경우에는 세이조가쿠엔마에역 남쪽 출입구에서 승차.
- NHK 방송 기술 연구소
- 세타가야구립 종합 운동장
- 세타가야구립 오쿠리 운동공원
- 도쿄도립 기누타 공원(기누타 패밀리 파크) 서문
- 세타가야 기누타 우체국
- 도시 주택 공사 오쿠라 주택
- 묘호지(오쿠라 대불)
- 센가와
- 아라타마 수도 도로

## 역사
- 1927년 4월 1일: 영업 개시.
- 1937년 9월 1일: 가타세에노시마역 행 "직통" 정차역이 됨(오다와라 방향의 "직통"은 통과).
- 1948년 9월: "사쿠라준급"이 설정되어 정차역이 됨.
- 1998년 4월 16일: 고가 복복선화 사업으로 인한 역사의 외관 디자인이 결정됨[1].
- 1999년 3월 28일: 하행선 고가화, 현재의 하행선 승강장 사용 개시.
- 2000년
  - 4월 23일: 상행선 고가화.
  - 5월 5일: 현 역사 공용 개시.
- 2001년 12월 16일: 현재의 상행 승강장 사용 개시.
- 2004년
  - 5월 23일: 상행 통과선 사용 개시(상행 우등 열차의 하행 통과선의 용지 선로 이용 종료).
  - 9월 26일: 하행 통과선 사용 개시(복복선화 완성).
  - 12월 11일: 구간준급이 새로 설정되어 정차역이 됨.
- 2006년 3월 18일: 울트라맨 상점가 출범 1주년을 기념하여 오다큐 첫 접근 멜로디가 도입되고 열차 접근 시에 "울트라맨"과 "울트라 세븐"의 오르골 음악의 곡이 나오게 되고(상행 승강장에

울트라맨, 하행 승강장에 울트라 세븐). 이는 에비나역과 혼아쓰기역(이후, 노보리토역, 무코가오카유엔역 등)으로 접근 멜로디가 도입되기까지는, 오다큐 전철 역에서 유일한 채용 사례였다.
- 2016년 3월 26일: 구간준급이 폐지되면서 다시 각역정차만 정차하게 됨.

## 사진

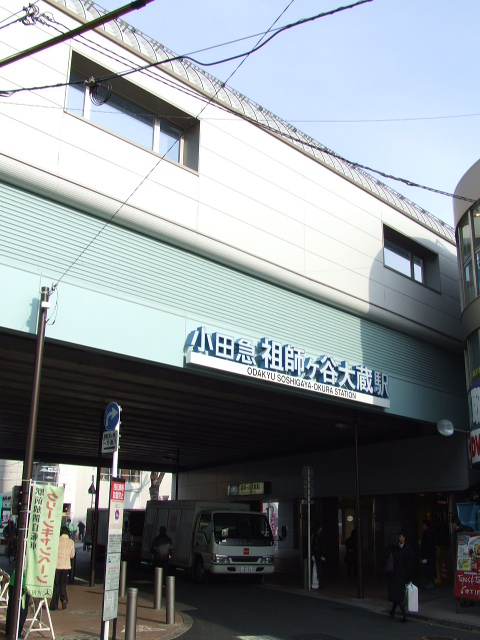
남쪽 출입구

## 인접역
| 오다큐 전철 오다와라 선          | 오다큐 전철 오다와라 선                 | 오다큐 전철 오다와라 선                         |
| -------------------------------- | --------------------------------------- | ----------------------------------------------- |
| (무정차통과)                     | ■ 쾌속급행 □ 통급급행 ■ 급행 □ 통근준급 | (무정차통과)                                    |
| OH 12 지토세후나바시 신주쿠 방면 | ■ 준급 ■ 각역정차                       | 세이조가쿠엔마에 OH 14 후지사와 · 오다와라 방면 |